# 여성동맹연합
여성동맹연합(Naisasialiitto Unioni ry – Kvinnosaksförbundet Unionen rf)은 1892년 설립된 핀란드의 여성주의 단체다. 여성의 권리 개선 및 성차별 해소를 목표로 삼고 있다. 
1892년 2월 10일 핀란드에서 결성되었다. 결성 당시 회원으로는 마이키 프리베리, 헬레나 베스테르마르크, 루키나 하그만, 아니에 푸루옐름, 헬미 텡겐, 게르다 폰 미크비츠, 이다 살린 등이 있다. 
여성동맹연합은 처음에는 보통평등선거에 반대했으나 1904년 회의 이후 미나 실란패 같은 좌파 여성들이 주장하는 것과 같은 투표권 정책을 주장하기로 하였다.